# Mendoyo Dangin Tukad
Mendoyo Dangin Tukad is een bestuurslaag in het regentschap Jembrana van de provincie Bali, Indonesië. Mendoyo Dangin Tukad telt 2627 inwoners (volkstelling 2010).